# Pirangi
Pirangi is een gemeente in de Braziliaanse deelstaat São Paulo. De gemeente telt 10.807 inwoners (schatting 2009).